# Whitingham
Whitingham és una població dels Estats Units a l'estat de Vermont. Segons el cens del 2000 tenia 1.298 habitants.

## Demografia
Segons el cens del 2000, Whitingham tenia 1.298 habitants, 515 habitatges, i 371 famílies. La densitat de població era de 13,5 habitants per km².
Dels 515 habitatges en un 33,2% hi vivien nens de menys de 18 anys, en un 61,2% hi vivien parelles casades, en un 7,6% dones solteres, i en un 27,8% no eren unitats familiars. En el 22,1% dels habitatges hi vivien persones soles el 8,3% de les quals corresponia a persones de 65 anys o més que vivien soles. El nombre mitjà de persones vivint en cada habitatge era de 2,52 i el nombre mitjà de persones que vivien en cada família era de 2,94.
Per edats la població es repartia de la següent manera: un 25,3% tenia menys de 18 anys, un 6,7% entre 18 i 24, un 28,2% entre 25 i 44, un 27,3% de 45 a 60 i un 12,5% 65 anys o més.
L'edat mediana era de 39 anys. Per cada 100 dones de 18 o més anys hi havia 98,4 homes.
La renda mediana per habitatge era de 37.434 $ i la renda mediana per família de 45.500 $. Els homes tenien una renda mediana de 30.590 $ mentre que les dones 25.188 $. La renda per capita de la població era de 21.904 $. Entorn del 5,9% de les famílies i el 7,9% de la població estaven per davall del llindar de pobresa.